# Brachyleon darwini
Brachyleon darwini is een insect uit de familie van de mierenleeuwen (Myrmeleontidae), die tot de orde netvleugeligen (Neuroptera) behoort. 
Brachyleon darwini is voor het eerst wetenschappelijk beschreven door Banks in 1915.